# Guerrillero Heroico

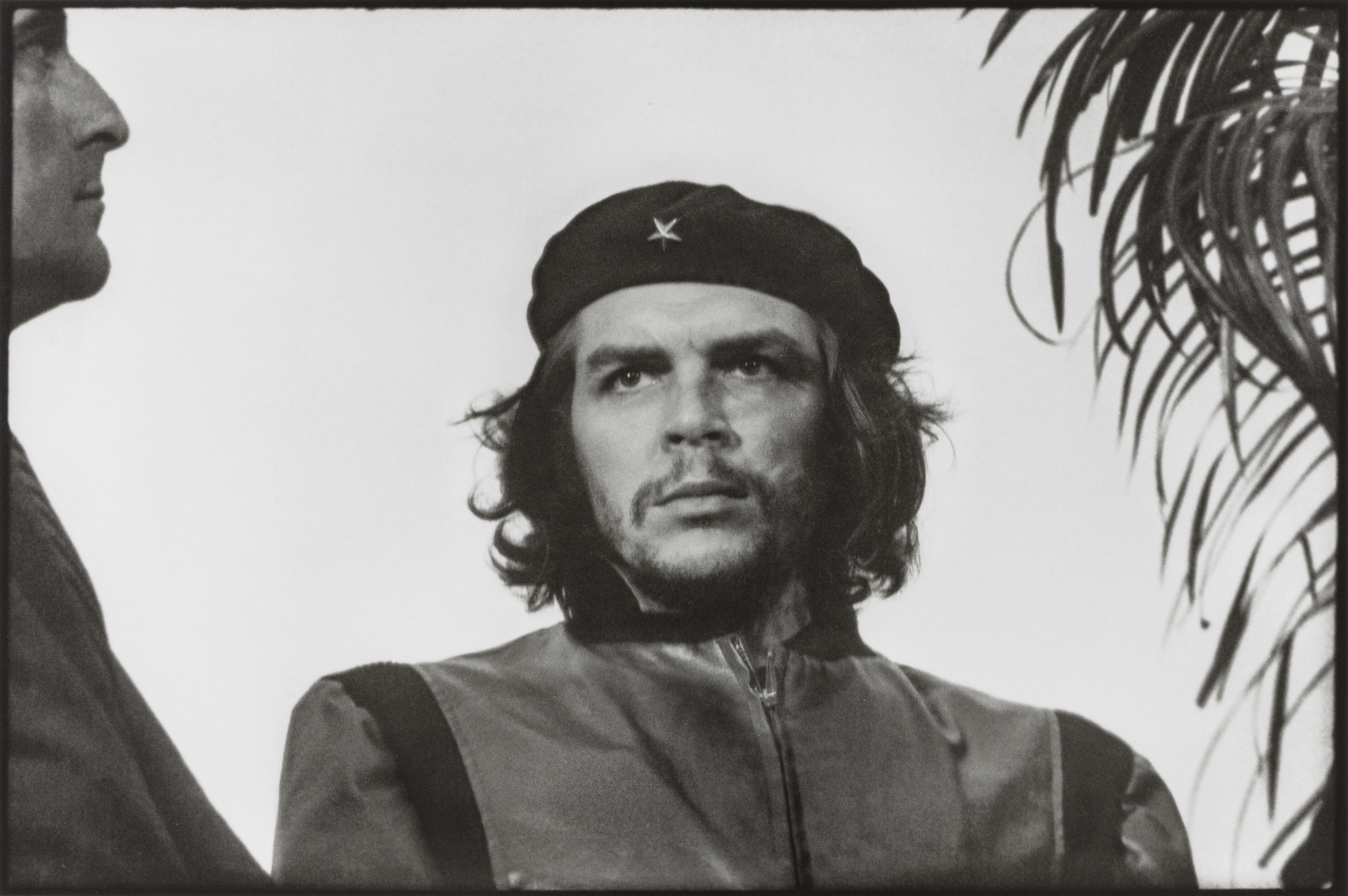
Das Originalbild von Alberto Korda, 1960

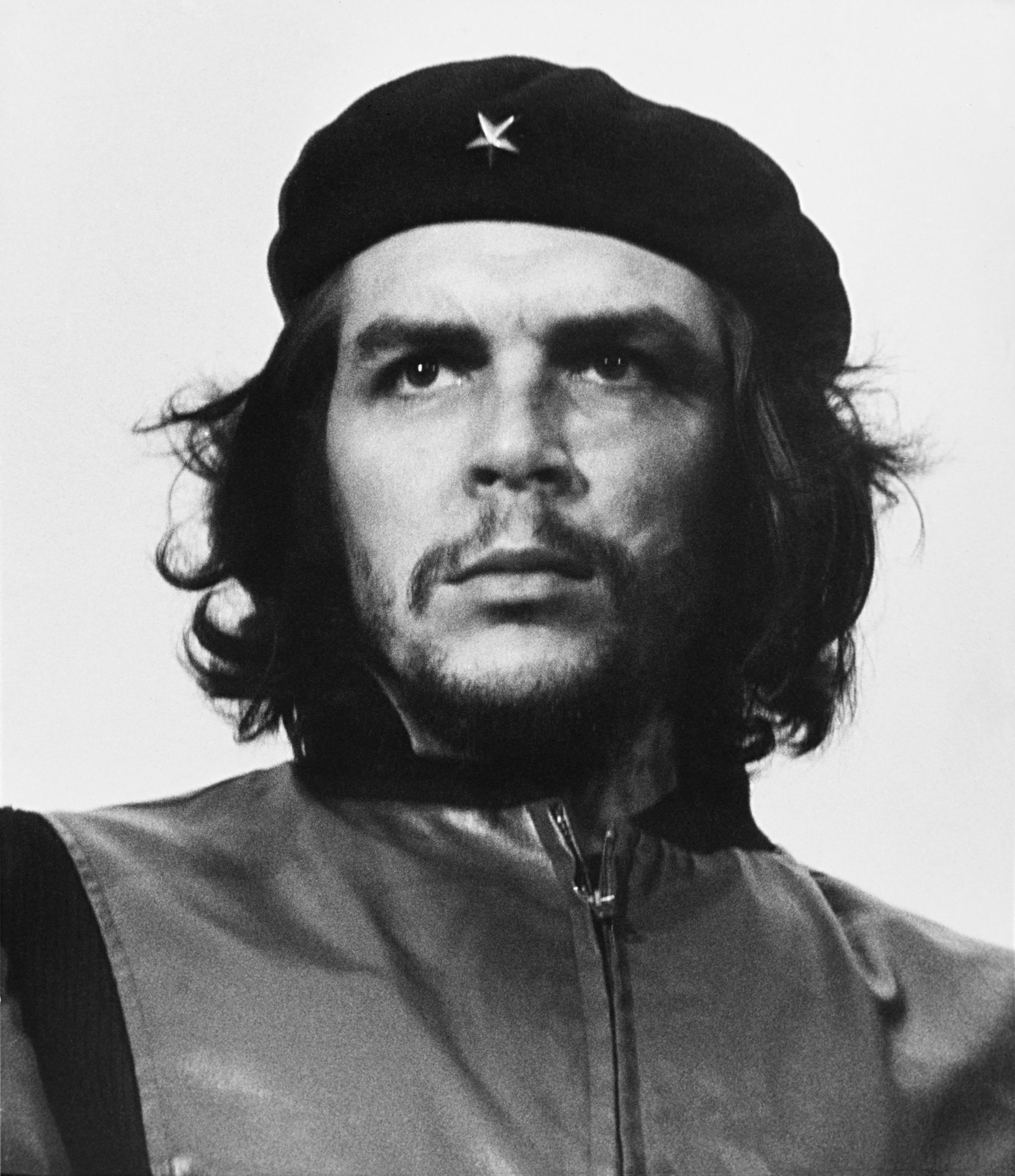
Vorlage für Jim Fitzpatricks Werk

Das von Fitzpatrick verfremdete Foto wurde – weil er es bewusst zur freien Verfügung stellte – zur Vorlage für eine große Zahl an Postern, Textilien und anderen Darstellungen von Guevara.

Das Bild Guerrillero Heroico („heldenhafter Guerillakämpfer“) zeigt den Revolutionär Che Guevara in einer nachdenklichen Pose mit einem Barett auf dem Kopf und wurde vom Maryland Institute of Art als „berühmteste Fotografie der Welt und Symbol des 20. Jahrhunderts“ bezeichnet. Die ursprüngliche Version ist ein Foto von Alberto Korda, das am 5. März 1960 in Havanna (Kuba) mit einer Leica M2 aufgenommen wurde. 
Eine bekanntere Version des Fotos ist ein nach rechts gedrehter Bildausschnitt, der sich als Motiv nur auf das Gesicht von Che konzentriert und als Vorlage für die bekannteste Version des Fotos dient: eine vom irischen Künstler Jim Fitzpatrick verfremdete dreifarbige Version des Bildausschnitts, die vorwiegend in Schwarz-Weiß auf rotem Hintergrund weltweit als Aufdruck von T-Shirts, Fahnen, Postern, Buttons, als Tattoo-Motiv usw. verwendet wird.
Der kommunistische italienische Verleger Giangiacomo Feltrinelli brachte das Bild aus Kuba mit und sorgte als Erster in Europa für die Verbreitung. Feltrinelli erhielt dabei die Reproduktionsrechte an dem Foto von Korda, der auf jegliche Tantiemen verzichtete. Illustratoren des Mailänder Feltrinelli-Verlags bearbeiteten anschließend Kordas Originalbild weiter, indem sie es um ein Sechstel in die Höhe streckten. Dies ließ Che Guevaras Gesicht, das durch Cortisoneinnahme auf Grund seines Asthma-Leidens aufgedunsen war, schmaler wirken.

## Galerie

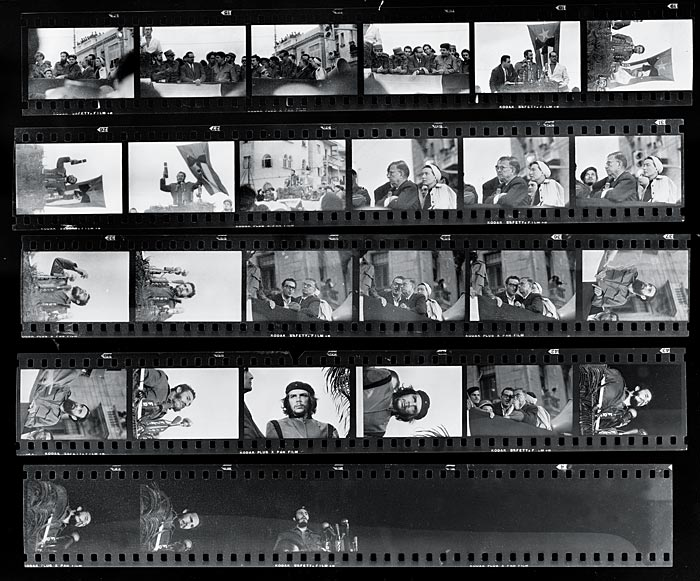
Kontaktabzug der Filmrolle mit dem Bild
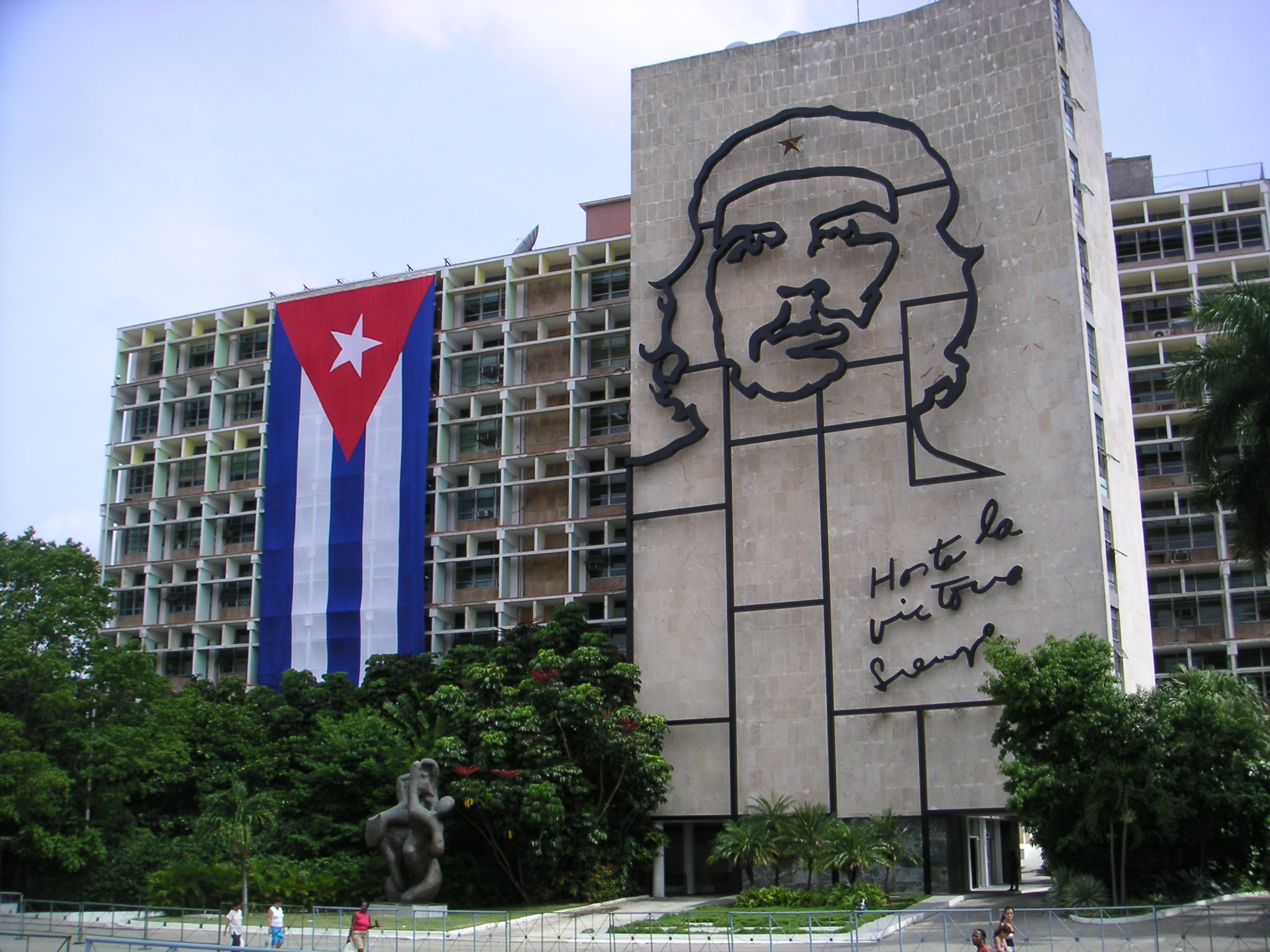
Denkmal Guevaras am kubanischen Innenministerium
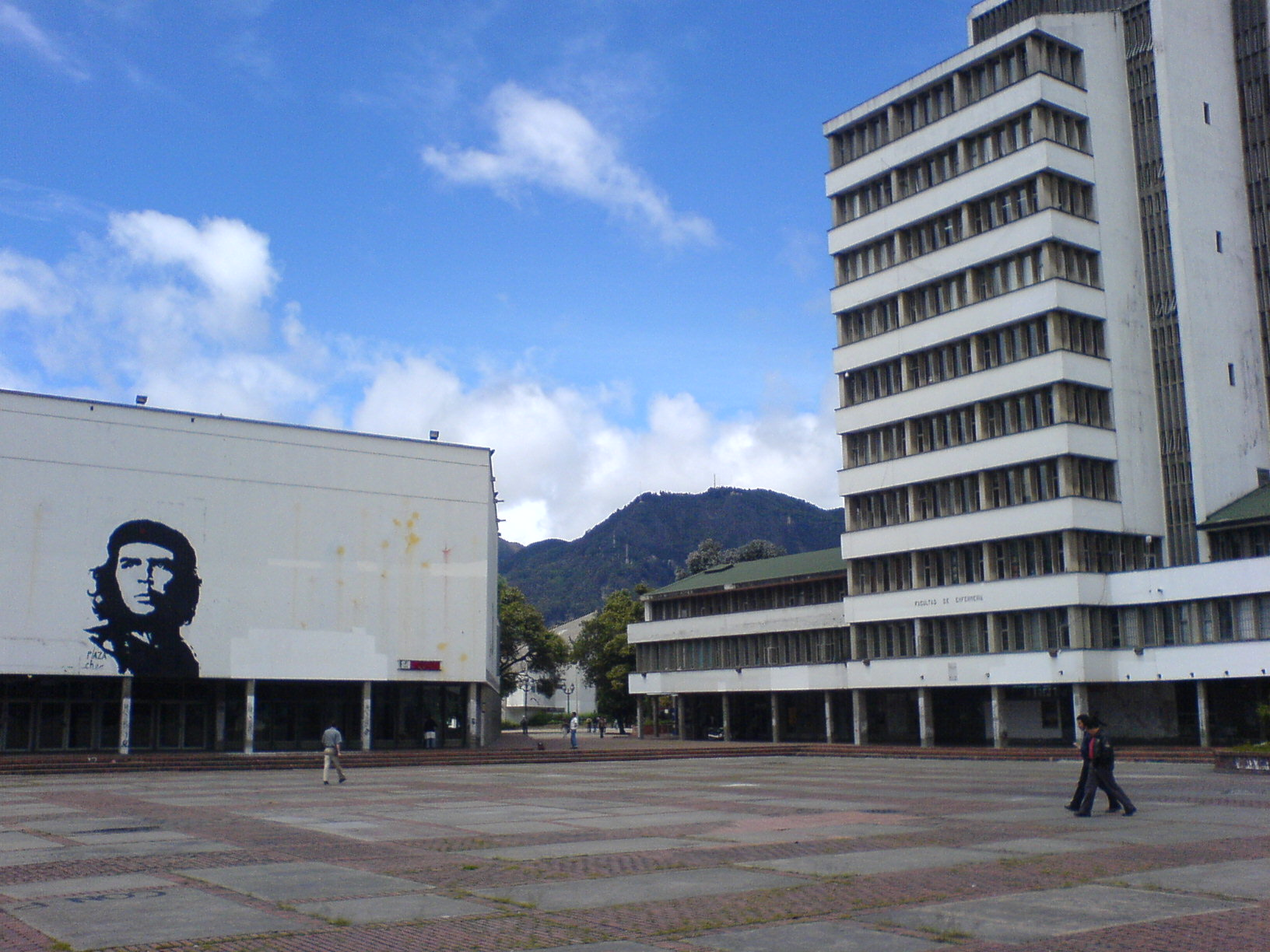
Plaza Che in Bogotá
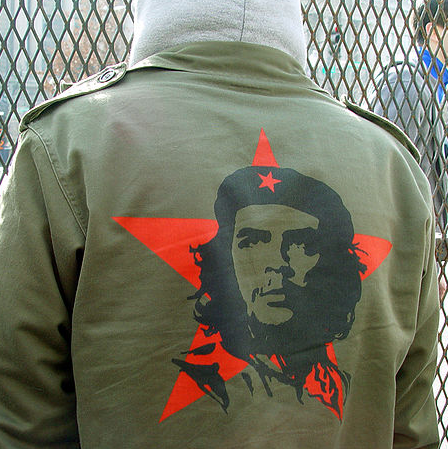
Das Bild auf einer Jacke in Kombination mit dem Roten Stern